# LaVerne Sophia Andrews
LaVerne Sophia Andrews (6. července 1911, Minneapolis, Minnesota – 8. května 1967, Brentwood, Kalifornie) byla nejstarší z populárního vokálního tria The Andrews Sisters.

## Životopis
LaVerne Sophia Andrews se narodila 6. července 1911 v Minneapolis jako nejstarší dcera řeckého imigranta Petera Andrease a Američanky norského původu Olgy Bergliot Pedersdatter Sollie.
Byla rusovláskou s velkým smyslem pro humor a dokonalým citem pro módu.
Jako mladá žena doprovázela na piáno němé filmy.

## Osobní život
V roce 1948 se LaVerne provdala za Lou Rogerse, který byl trumpetistou v orchestru Vica Schoena. Byli spolu až do LaVerniny smrti v roce 1967. Jejich manželství bylo bezdětné.

## Úmrtí
LaVerne zemřela 8. května 1967 v Brentwoodu, Kalifornie, na rakovinu ve věku 55 let. Je pohřbena v Forest Lawn Memorial Park (Glendale).